# Adolfo Fanconi
Adolfo Fanconi (Carpi, 23 ottobre 1885 – Carpi, agosto 1974) è stato un calciatore, allenatore di calcio e dirigente sportivo italiano.

## Biografia
Adolfo Fanconi era nato a Carpi da una famiglia di caffettieri originari del villaggio svizzero di Poschiavo, nei Grigioni. Completò i suoi studi presso il collegio di Trogen, nel canton Appenzello Esterno. Qui viene a contatto con il gioco del calcio, sport che nella vicina città di San Gallo aveva trovato terreno particolarmente fertile. Nell'estate 1903 il giovane Fanconi, rientrato a Carpi per le vacanze estive, portò con sé un pallone e lo mostrò agli amici. Si formò così un primissimo gruppo di calciatori amatoriali legati per lo più alla borghesia carpigiana e alla società ginnastica La Patria.
Nel 1909 fu fondata a Carpi la Jucunditas, la prima società calcistica cittadina.

## Carriera

### Giocatore

#### Club
Con la fondazione della Jucunditas Fanconi ne fu proclamato primo capitano. La squadra tuttavia non s'iscrisse ad alcun campionato, limitandosi a disputare alcune amichevoli con le formazioni vicine. Nel 1911 Fanconi si tesserò per l'Associazione Studentesca del Calcio, sodalizio calcistico modenese nato l'anno precedente ed iscritta al campionato di Seconda Categoria 1911-12. Nel maggio 1912 rientrò tra i ranghi della Jucunditas che, l'anno successivo, s'iscrisse al suo primo campionato di Promozione.
Al termine della Grande Guerra Fanconi su tra i promotori della rinascita del movimento calcistico carpigiano e della costituzione dell'A.C. Carpi. Nel successivo campionato di Promozione collezionò quattro presenze. Al termine della stagione appese le scarpe al chiodo.